# Green, Green Grass of Home
Green, Green Grass of Home è un noto brano musicale scritto dal paroliere statunitense Curly Putman.
Il brano è stato originariamente registrato dal cantante country Johnny Darrell nel 1965.
Nel dicembre del 1966, dopo aver ascoltato la versione di Jerry Lee Lewis, Tom Jones registra a sua volta una cover del brano, ottenendo un successo mondiale ed entrando nelle classifiche di decine di paesi in tutto il mondo.

## Il brano
"Green, Green Grass of Home" (dall’inglese: verde, verde prato di casa) narra la storia di un uomo che racconta del suo viaggio di ritorno nella casa di famiglia, dove incontra la donna che ama, gli amici e i familiari.
Il brano prende una piega più cupa sul finale, quando viene svelato che la descrizione di tutti questi momenti di felicità e del ritorno a casa del protagonista non sono altro che il frutto dell’immaginazione di quest’ultimo.
La storia si conclude con il protagonista che si scopre essere condannato a morte e, come ultimo pensiero, si rincuora sapendo che riposerà per sempre nel verde, verde prato di casa.

## Cover
Dopo la pubblicazione del brano nel 1965, l’artista Porter Wagoner ne fa una prima versione che lo porta ad un relativo successo commerciale e nello stesso anno la canzone viene anche incisa da Bobby Bare.
Nel 1965 la canzone è stata inserita da Jerry Lee Lewis nel suo album Country Songs for City Folks e l’anno successivo, nel 1966, Tom Jones ne fa una versione che riscuote un successo mondiale.
Nel corso degli anni, dai primi anni '60 in poi, il brano è stato oggetto di numerose cover e interpretazioni da parte di tantissimi artisti o gruppi. Oltre a quelli già citati infatti, il brano è stato eseguito da Gene Parsons (1967), Dean Martin (1967), Don Gibson (1967), Merle Haggard (1968), George Jones (1968), Trini Lopez (1968), Joan Baez (1969), Johnny Cash (1968), Elvis Presley (1975), Gram Parsons & The Flying Burrito Brothers (1976), Kenny Rogers (1977), Bob Dylan (1983), Katherine Jenkins (2006) e molti altri.